# Cerdistus armatus
Cerdistus armatus är en tvåvingeart som först beskrevs av Macquart 1846.  Cerdistus armatus ingår i släktet Cerdistus och familjen rovflugor. Inga underarter finns listade i Catalogue of Life.